# Alexandre Pires
Alexandre Pires (Uberlândia, 1976. január 8. –) brazil énekes. Dalait fpleg spanyol nyelven adja elő. Dolgozott már fel A-ha számot, fellépett a spanyol nyelvű Conexión Thalía Radio Show műsorban, a 2014-es labdarúgó-világbajnokság döntője előtti záróünnepségen Carlos Santana és Wyclef Jean társaságában adta elő a világbajnokság dalát.